# Марсель Гріоль
Марсель Гріоль (фр. Griaule, 16 травня 1898 — 22 лютого 1956) — французький етнограф-африканіст, керівник особливої школи у французькій етнографії. Професор Паризького університету (з 1942), керівник кафедри етнології; генеральний секретар Спільноти африканістів. Організатор 5 експедицій, що досліджували Африку від Атлантичний океан до Червоного моря (1928–1939). Автор 175 праць. Найбільш значимі дослідження Гріоля присвячені духовній культурі та археології західносуданських народів.

## Погляди
Незважаючи на яскраво виражену антирасистську тенденцію друкованих та усних виступів Гріоля, його концепція характеру культури народів Африки південніше Сахари суперечить науковим даним і відповідає інтересам неоколоніалістів. Вимагаючи поваги до африканської цивілізації, він бачить її сутність у релігійних віруваннях, у міфології, яку він видає за особливу метафізичну філософію, тобто акцентує і ідеалізує найбільш архаїчні елементи африканської культури. Самобутня творчість африканських народів аж ніяк не вичерпується релігією, у ньому є багато життєствердних начал. Звільняючись від політико-економічного і ідеологічного гніту колоніалізму, африканці розвивають і збагачують прогресивні традиції цієї культурної спадщини.

## Твори
- Méthode de l'ethnographie, P., 1957;[9]
- Les flambeurs d'hommes, P., 1934
- Masques dogons, P., 1938
- Dieu d'eau, entretiens avec Ogotemmêli, P., 1948;
- Fouilles dans le région du Tchad (avec Lebeuf J. P.). «J. de la Société des Africanistes», R., 1948

## Цікаві факти
- У 1930-х роках Марсель Гріоль довго жив серед догонів (африканські племена, що мешкають на території Малі), вивчав побут, записував легенди і навіть рішенням ради старійшин був допущений до посвячення у таємне звання жерця.
- У 1931–1933 рр. в етнологічній експедиції Марселя Гріоля «Місія Дакар-Джибуті» взяв участь французький письменник і етнолог Мішель Лейріс.